# Hippeophyllum pumilum
Hippeophyllum pumilum là một loài thực vật có hoa trong họ Lan. Loài này được Fukuy. ex T.P. Lin mô tả khoa học đầu tiên năm 1987.